# 대전광역시서부교육지원청
대전광역시서부교육지원청(大田廣域市西部敎育支援廳, Daejeon Seobu Office of Education)은 대전광역시 서구, 유성구를 관할하는 대전광역시교육청 산하의 교육지원청이다.
교육장은 장학관으로 보한다.

## 연혁
- 1989년 1월 1일 대전직할시 서부교육구청 개청(2과 10개)
- 1991년 7월 28일 대전직할시 서부교육청으로 관명칭변경 및 직제개편(2국 6과 16계)
- 1993년 9월 8일 대전직할시 서부교육청사(도마동) 이전(구 대전직할시교육청사)
- 1995년 1월 1일 대전광역시 서부교육지원청으로 지방자치단체 명칭 변경
- 2010년 9월 1일 대전광역시서부교육지원청으로 관명칭 변경 및 직제개편(2국 6과 18담당)

## 산하기관

### 서구
초등학교
| - 가수원초등학교 - 기성초등학교 - 길헌분교 - 대전가장초등학교 - 대전갈마초등학교 - 대전갑천초등학교 - 대전관저초등학교 - 대전구봉초등학교 - 대전금동초등학교 - 대전내동초등학교 - 대전느리울초등학교 - 대전도마초등학교 | - 대전계산초등학교 - 대전둔산초등학교 - 대전둔원초등학교 - 대전둔천초등학교 - 대전만년초등학교 - 대전문정초등학교 - 대전내동초등학교 - 대전느리울초등학교 - 대전도마초등학교 - 대전도안초등학교 - 대전둔산초등학교 - 대전둔원초등학교 | - 대전둔천초등학교 - 대전만년초등학교 - 대전문정초등학교 - 대전백운초등학교 - 대전변동초등학교 - 대전복수초등학교 - 대전봉산초등학교 - 대전삼육초등학교 - 대전삼천초등학교 - 대전샘머리초등학교 - 대전서부초등학교 - 대전서원초등학교 | - 대전선암초등학교 - 대전성룡초등학교 - 대전성천초등학교 - 대전수미초등학교 - 대전신계초등학교 - 대전원앙초등학교 - 대전월평초등학교 - 대전유천초등학교 - 대전정림초등학교 - 대전탄방초등학교 - 한밭초등학교 |

중학교
| - 가수원중학교 - 갈마중학교 - 기성중학교 - 대전갑천중학교 - 대전관저중학교 - 대전괴정중학교 - 대전구봉중학교 - 대전남선중학교 - 대전내동중학교 | - 대전느리울중학교 - 대전대신중학교 - 대전도마중학교 - 대전도안중학교 - 대전둔산중학교 - 대전둔원중학교 - 대전만년중학교 - 대전문정중학교 - 대전버드내중학교 | - 대전변동중학교 - 대전봉산중학교 - 대전봉우중학교 - 대전삼육중학교 - 대전삼천중학교 - 대전서중학교 | - 대전신계중학교 - 대전월평중학교 - 대전정림중학교 - 대전탄방중학교 - 동방여자중학교 |

### 유성구
초등학교